# Międzyrzecze (Sławoborze)
Międzyrzecze (deutsch Meseritz) ist ein Dorf in der polnischen Woiwodschaft Westpommern. Es gehört zur Gmina Sławoborze (Landgemeinde Stolzenberg) im Powiat Świdwiński (Schivelbeiner Kreis).

## Geographische Lage
Międzyrzecze liegt etwa 30 Kilometer südwestlich von Białogard (Belgard) und 17 Kilometer nordwestlich von Świdwin (Schivelbein). Es ist über eine Nebenstraßenverbindung von Sławoborze nach Resko (Regenwalde) zu erreichen. 

## Geschichte
Meseritz war ein altes Bauerndorf mit Rittergut und Mühle, zu dem das Vorwerk Lonk und das Forsthaus Berkenow (heute polnisch: Berkanowo) gehörten. Es war ein altes Lehen der Familie von Meseritz, einem märkisch-pommerschen Adelsgeschlecht, das nach 1808 ausstarb.
Im Jahre 1817 wurde die Bauernregulierung durchgeführt, vier Bauern erhielten zwischen 78 und 100 Morgen Land. 1846 war C.W. Gerstenberg Besitzer, 1854 kaufte Adalbert von Barsewisch das Rittergut, danach 1861 Adolf Peters.
1844 gab es in Meseritz noch drei Bauern, zwei Halbbauern und einen Büdner. 1925 lebten hier 127 Einwohner in 40 Haushaltungen, 1939 waren es 157 in 38 Haushaltungen.
Das Rittergut von Karl Thurow umfasste 546 Hektar. Eine Pferdezucht und eine Brennerei gehörten zum Gut. Die Meseritzer Mühle (polnisch: Międzyrzecko) mit Sägewerk hatte eine Betriebsfläche von 460 Hektar und lag in einer beschaulichen Waldlandschaft mit den Bächen Hammer und Pigge. Sie wurde von Hans Lenz bewirtschaftet.
Meseritz gehörte seit 1932 – nach Auflösung des Landkreises Schivelbein – zum Landkreis Belgard (Persante) und grenzte im Westen an den Landkreis Regenwalde, im Norden an den Landkreis Kolberg-Körlin. Das Dorf lag im Amts- und Standesamtsbezirk Schlenzig (polnisch Słowieńsko) und im Amtsgerichtsbezirk Schivelbein. Nach der Besetzung durch sowjetische Truppen im März 1945 und der Vertreibung der deutschen Bevölkerung wurde der gesamte Gemeindebereich zu einem polnischen Staatsgut zusammengefasst.
Heute gehört Międzyrzecze zur Gmina Sławoborze (Landgemeinde Stolzenberg) im Powiat Świdwiński (Schivelbeiner Kreis).

## Kirche
Międzyrzecze gehörte bis 1945 zur Kirchengemeinde Semerow (polnisch: Ząbrowo), die mit den Kirchengemeinden Berkenow (Berkanowo) und Kartlow (Kartlewo) das Kirchspiel Semerow bildete. Für Meseritz übte Rittergutsbesitzer Thurow das anteilige Kirchenpatronat aus.
Im Jahre 1940 gehörten zum Kirchspiel insgesamt 830 Gemeindeglieder. Es lag im Kirchenkreis Schivelbein der Kirchenprovinz Pommern der Evangelischen Kirche der Altpreußischen Union. Nach dem Weggang von Pfarrer Hermann Blumenbach im Jahre 1933 blieb die Pfarrstelle vakant. Die kirchliche Betreuung erfolgte vom Pfarramt Wopersnow (Oparzno).
Heute liegt Międzyrzecze in der Parochie Koszalin (Köslin) der Diözese Pommern-Großpolen der Evangelisch-Augsburgischen Kirche in Polen.

## Söhne und Töchter des Ortes
- Elisabeth Cruciger (Kruziger) geborene von Meseritz (* um 1500 in Meseritz, † 2. Mai 1535 in Wittenberg): Nonne, danach lutherische Pfarrfrau, gilt als erste evangelische Liederdichterin (Herr Christ, der einig Gotts Sohn, Evangelisches Gesangbuch Nr. 67)